# Драфт НХЛ 2015
53-й входной Драфт НХЛ 2015 прошёл 26 и 27 июня в Санрайзе, штат Флорида, на домашней арене клуба «Флорида Пантерз» — BB&T Center. Это был уже второй драфт на арене «Пантерз»; впервые он прошел там в 2001 году. Право первого выбора выиграл клуб «Эдмонтон Ойлерз», который получил права на канадского нападающего Коннора Макдэвида.

## Правила участия
На драфте могут быть выбраны: все хоккеисты 19 лет и старше; хоккеисты, которым 18 лет исполнится до 15 сентября включительно; хоккеисты, которым 18 лет исполнится с 16 сентября по 31 декабря включительно, если они предоставят письменное уведомление до 1 мая или в течение семи дней после окончания соревнований их команд.
Не могут быть выбраны: хоккеисты находящиеся в «резервном» списке клубов НХЛ или имеющие с клубами НХЛ пробные контракты; хоккеисты, выбранные на двух предыдущих драфтах; хоккеисты, уже игравшие в НХЛ и ставшие свободными агентами; хоккеисты в возрасте от 21 года, которые провели хотя бы один сезон в лигах Северной Америки с 18 до 20 лет.

## Драфт-лотерея
19 апреля 2015 года в Санрайзе прошла драфт-лотерея, определившая, какому клубу достанется право первого выбора на драфте. В лотерее участвовали клубы, не попавшие в плей-офф по итогам регулярного чемпионата: 30 — «Баффало» (20 %), 29 — «Аризона» (13,5 %), 28 — «Эдмонтон» (11,5 %), 27 — «Торонто» (9,5 %), 26 — «Каролина» (8,5 %), 25 — «Нью-Джерси» (7,5 %), 24 — «Филадельфия» (6,5 %), 23 — «Коламбус» (6 %), 22 — «Сан-Хосе» (5 %), 21 — «Колорадо» (3,5 %), 20 — «Флорида» (3 %), 19 — «Даллас» (2,5 %), 18 — «Лос-Анджелес» (2 %), 17 — «Бостон» (1 %). Лотерейная машина выбирает четыре шара с числами; комбинация из четырёх чисел сверяется с таблицей, в которой указаны все возможные комбинации и клубы, которым назначены определённые из них. Право первого выбора могла получить любая команда, не попавшая в плей-офф. Драфт-лотерею выиграл «Эдмонтон Ойлерз». «Баффало Сейбрз» и «Аризона Койотис» получили второй и третий выбор на драфте соответственно.

## Рейтинг проспектов
Финальный рейтинг проспектов, предоставленный Центральным скаутским бюро.
| №  | Полевые игроки (Северная Америка) | Полевые игроки (Европа) |
| -- | --------------------------------- | ----------------------- |
| 1  | Коннор Макдэвид (ЦН)              | Микко Рантанен (ПН)     |
| 2  | Джек Айкел (ЦН)                   | Габриэль Карлссон (З)   |
| 3  | Ноа Ханифин (З)                   | Якоб Ларссон (З)        |
| 4  | Дилан Строум (ЦН)                 | Юэль Эрикссон Эк (ЦН)   |
| 5  | Лоусон Крауз (ЛН)                 | Михаэл Шпачек (ПН)      |
| 6  | Митч Марнер (ЦН)                  | Оливер Килингтон (З)    |
| 7  | Иван Проворов (З)                 | Денис Гурьянов (ПН)     |
| 8  | Павел Заха (ЦН)                   | Робин Ковач (ЛН/ПН)     |
| 9  | Закари Веренски (З)               | Филип Аль (ЛН)          |
| 10 | Тимо Майер (ПН/ЦН)                | Йенс Лёке (ПН)          |

| № | Вратари (Северная Америка) | Вратари (Европа)       |
| - | -------------------------- | ---------------------- |
| 1 | Маккензи Блэквуд           | Илья Самсонов          |
| 2 | Каллум Бут                 | Даниэль Владарж        |
| 3 | Самуэль Монтембо           | Феликс Сандстрём       |
| 4 | Эдин Хилл                  | Алеш Стезка            |
| 5 | Матей Томек                | Йорен ван Поттельберге |

Финальный рейтинг проспектов, предоставленный TSN.
| №  | Имя игрока           | №  | Имя игрока             |
| -- | -------------------- | -- | ---------------------- |
| 1  | Коннор Макдэвид (ЦН) | 16 | Колин Уайт (ЦН)        |
| 2  | Джек Айкел (ЦН)      | 17 | Ник Меркли (ЦН/ПН)     |
| 3  | Ноа Ханифин (З)      | 18 | Евгений Свечников (ПН) |
| 4  | Митч Марнер (ПН)     | 19 | Илья Самсонов (В)      |
| 5  | Дилан Строум (ЦН)    | 20 | Пол Биттнер (ЛН)       |
| 6  | Павел Заха (ЦН)      | 21 | Денис Гурьянов (ЛН)    |
| 7  | Лоусон Крауз (ЛН)    | 22 | Брэндон Карло (З)      |
| 8  | Иван Проворов (З)    | 23 | Юэль Эрикссон Эк (ЦН)  |
| 9  | Мэтью Барзал (ЦН)    | 24 | Оливер Килингтон (З)   |
| 10 | Микко Рантанен (ПН)  | 25 | Тома Шабо (З)          |
| 11 | Зак Веренски (З)     | 26 | Брок Бесер (ПН)        |
| 12 | Тимо Майер (ПН)      | 27 | Габриэль Карлссон (З)  |
| 13 | Кайл Коннор (ЛН/ЦН)  | 28 | Джейк Дебраск (ЛН)     |
| 14 | Якуб Зборжил (З)     | 29 | Джереми Руа (З)        |
| 15 | Трэвис Конекни (ЦН)  | 30 | Дженсен Харкинс (ЦН)   |

## Выбор игроков
Обозначения: В — вратарь; З — защитник; ЛН — левый нападающий; ПН — правый нападающий; ЦН — центральный нападающий; Н — нападающий (обычно крайний форвард)
Выделены обладатели Кубка Стэнли

### Раунд 1
| #  | Игрок                  | Гражданство | Команда НХЛ                                                  |
| -- | ---------------------- | ----------- | ------------------------------------------------------------ |
| 1  | Коннор Макдэвид (ЦН)   | Канада      | Эдмонтон Ойлерз                                              |
| 2  | Джек Айкел (ЦН)        | США         | Баффало Сейбрз                                               |
| 3  | Дилан Строум (ЦН)      | Канада      | Аризона Койотис                                              |
| 4  | Митч Марнер (ЦН)       | Канада      | Торонто Мейпл Лифс                                           |
| 5  | Ноа Ханифин (З)        | США         | Каролина Харрикейнз                                          |
| 6  | Павел Заха (ЦН)        | Чехия       | Нью-Джерси Девилз                                            |
| 7  | Иван Проворов (З)      | Россия      | Филадельфия Флайерз                                          |
| 8  | Зак Веренски (З)       | США         | Коламбус Блю Джекетс                                         |
| 9  | Тимо Майер (ПН)        | Швейцария   | Сан-Хосе Шаркс                                               |
| 10 | Микко Рантанен (ПН)    | Финляндия   | Колорадо Эвеланш                                             |
| 11 | Лоусон Крауз (ЛН)      | Канада      | Флорида Пантерз                                              |
| 12 | Денис Гурьянов (ПН)    | Россия      | Даллас Старз                                                 |
| 13 | Якуб Зборжил (З)       | Чехия       | Бостон Брюинз (от Лос-Анджелеса)1                            |
| 14 | Джейк Дебраск (ЛН)     | Канада      | Бостон Брюинз                                                |
| 15 | Закари Сенишин (ПН)    | Канада      | Бостон Брюинз (от Калгари)2                                  |
| 16 | Мэтью Барзал (ЦН)      | Канада      | Нью-Йорк Айлендерс (от Питтсбурга через Эдмонтон)3           |
| 17 | Кайл Коннор (ЛН)       | США         | Виннипег Джетс                                               |
| 18 | Тома Шабо (З)          | Канада      | Оттава Сенаторз                                              |
| 19 | Евгений Свечников (ЛН) | Россия      | Детройт Ред Уингз                                            |
| 20 | Юэль Эрикссон Эк (ЦН)  | Швеция      | Миннесота Уайлд                                              |
| 21 | Колин Уайт (ЦН)        | США         | Оттава Сенаторз (от Айлендерс через Баффало)4                |
| 22 | Илья Самсонов (В)      | Россия      | Вашингтон Кэпиталз                                           |
| 23 | Брок Бесер (ПН)        | США         | Ванкувер Кэнакс                                              |
| 24 | Трэвис Конекни (ЦН)    | Канада      | Филадельфия Флайерз (от Нэшвилла через Торонто)5             |
| 25 | Джек Рословик (ЦН)     | США         | Виннипег Джетс (от Сент-Луиса через Баффало)6                |
| 26 | Ноа Джулсен (З)        | Канада      | Монреаль Канадиенс                                           |
| 27 | Якоб Ларссон (З)       | Швеция      | Анахайм Дакс                                                 |
| 28 | Энтони Бовилье (ЛН)    | Канада      | Нью-Йорк Айлендерс (от Рейнджерс через Тампа Бэй)7           |
| 29 | Габриэль Карлссон (З)  | Швеция      | Коламбус Блю Джекетс (от Тампы через Филадельфию и Торонто)8 |
| 30 | Ник Меркли (ПН)        | Канада      | Аризона Койотис (от Чикаго)9                                 |

- 1. «Бостон Брюинз» получили выбор в первом раунде, вратаря Мартина Джонса и защитника Колина Миллера от «Лос-Анджелес Кингз» в обмен на нападающего Милана Лучича 26 июня 2015 года[11].
- 2. «Бостон Брюинз» получили выбор в первом раунде, а также два выбора во втором (45 и 52 общий) от «Калгари Флэймз» в обмен на защитника Дуги Хэмилтона 26 июня 2015 года[12].
- 3. 2 января 2015 «Эдмонтон Ойлерз» обменяли Дэвида Перрона в «Питтсбург Пингвинз» на Роба Клинкхаммера и выбор в 1-м раунде драфта 2015[13].
  - «Нью-Йорк Айлендерс» получили выбор в первом и втором раунде от «Эдмонтон Ойлерз» в обмен на защитника Гриффина Райнхарта 26 июня 2015 года[14].
- 4. 27 октября 2013 года «Баффало Сейбрз» обменяли в «Нью-Йорк Айлендерс» нападающего Томаса Ванека. Взамен «клинки» получили форварда Мэтта Моулсона, выбор в первом раунде «айлс» 2014 и во втором раунде 2015 года[15][16]. Но если драфт-пик, полученный «Баффало», окажется в первой десятке, то «Айлендерс» могут заменить его выбором в первом раунде следующего драфта[17], что они в итоге и сделали[18].
  - «Оттава Сенаторз» получили выбор в первом раунде от «Баффало», отдав взамен вратаря Робина Ленера и нападающего Дэвида Легуонда 26 июня 2015 года[19].
- 5. 15 февраля 2015 года «Торонто Мейпл Лифс» обменяли защитника Коди Франсона и нападающего Майка Санторелли в «Нэшвилл Предаторз» на нападающих Олли Йокинена и Брендана Лайпсика, а также на выбор в первом раунде[20].
  - «Филадельфия Флайерз» получили выбор в первом раунде (24 общий) от «Торонто Мейпл Лифс», отдав взамен выбор в первом и втором раунде (29 и 61 общий) 26 июня 2015 года[21].
- 6. «Баффало Сейбрз» получили от «Сент-Луис Блюз» вратаря Ярослава Галака, нападающих Криса Стюарта и Уильяма Кэррьера, выбор в первом раунде драфта-2015 и в третьем раунде драфта-2016, отдав взамен вратаря Райана Миллера и нападающего Стива Отта 28 февраля 2014 года[22].
  - «Виннипег Джетс» получили от «Баффало» защитника Тайлера Майерса, нападающих Дрю Стэффорда и Джоэля Армию, проспекта Брендана Лемье и выбор в первом раунде, принадлежавший «Сент-Луису», отдав взамен нападающего Эвандера Кейна, защитника Зака Богосяна и вратаря Джейсона Касдорфа 11 февраля 2015 года[23].
- 7. «Тампа Бэй Лайтнинг» получила от «Нью-Йорк Рейнджерс» нападающего Райана Кэллахана, условный выбор во втором раунде драфта-2014 (ставший выбором в первом раунде) и выбор в первом раунде драфта-2015 года, отдав взамен нападающего Мартена Сан-Луи 5 марта 2014 года. Позднее команды обменялись драфт-пиками в связи с подписанием «Тампой» нового контракта с Кэллаханом: «Тампа» получила выбор в седьмом раунде, а «Рейнджерс» во втором раунде драфта-2015[24].
  - «Нью-Йорк Айлендерс» получили выбор в первом раунде (28 общий) от «Тампа Бэй Лайтнинг» в обмен на выбор во втором и третьем раундах (33 и 72 общий) 26 июня 2015 года[25].
- 8. «Филадельфия Флайерз» отдали защитника Брэйдона Коберна в «Тампу Бэй Лайтнинг» в обмен на защитника Радко Гудаса, а также выбор в первом и третьем раундах драфта-2015 2 марта 2015 года[26].
  - «Торонто Мейпл Лифс» получили выбор в первом и втором раунде (29 и 61 общий) от «Филадельфии Флайерз», отдав взамен выбор первом раунде (24 общий) 26 июня 2015 года[21].
    - «Коламбус Блю Джекетс» получили выбор в первом раунде (29 общий) от «Торонто» в обмен на выбор во втором и третьем раунде (34 и 68 общий) 26 июня 2015 года[21].
- 9. «Аризона Койотис» получили от «Чикаго Блэкхокс» защитника Класа Дальбека и выбор в первом раунде драфта-2015 в обмен на нападающего Антуана Верметта 28 февраля 2015 года[27].

### Раунд 2
| #  | Игрок                       | Гражданство | Команда НХЛ                                                       |
| -- | --------------------------- | ----------- | ----------------------------------------------------------------- |
| 31 | Джереми Руа (З)             | Канада      | Сан-Хосе Шаркс (от Баффало через Колорадо)1                       |
| 32 | Кристиан Фишер (ПН)         | США         | Аризона Койотис                                                   |
| 33 | Митчелл Стивенс (ЦН)        | Канада      | Тампа Бэй Лайтнинг (от Эдмонтона через Айлендерс)2                |
| 34 | Трэвис Дермотт (З)          | Канада      | Торонто Мейпл Лифс (от Торонто через Лос-Анджелес и Коламбус)3    |
| 35 | Себастьян Ахо (ЛН)          | Финляндия   | Каролина Харрикейнз                                               |
| 36 | Габриэль Ганье (ЦН)         | Канада      | Оттава Сенаторз (то Нью-Джерси)4                                  |
| 37 | Брэндон Карло (З)           | США         | Бостон Брюинз (от Филадельфии через Айлендерс)5                   |
| 38 | Пол Биттнер (ЛН)            | США         | Коламбус Блю Джекетс                                              |
| 39 | Эй Джей Грир (ЛН)           | Канада      | Колорадо Эвеланш (от Сан-Хосе)6                                   |
| 40 | Николя Мелош (З)            | Канада      | Колорадо Эвеланш                                                  |
| 41 | Райан Гропп (ЛН)            | Канада      | Нью-Йорк Рейнджерс (от Флориды через Нью-Джерси через Анахайм)7   |
| 42 | Маккензи Блэквуд (В)        | Канада      | Нью-Джерси Девилз (от Далласа через Оттаву)8                      |
| 43 | Эрик Чернак (З)             | Словакия    | Лос-Анджелес Кингз (от Лос-Анджелеса через Баффало)9              |
| 44 | Мэтт Спенсер (З)            | Канада      | Тампа Бэй Лайтнинг (от Бостона)10                                 |
| 45 | Якоб Форсбака-Карлссон (ЦН) | Швеция      | Бостон Брюинз (от Калгари)11                                      |
| 46 | Даниэль Спронг (ПН)         | Нидерланды  | Питтсбург Пингвинз                                                |
| 47 | Дженсен Харкинс (ЦН)        | Канада      | Виннипег Джетс                                                    |
| 48 | Филип Хлапик (ЦН)           | Чехия       | Оттава Сенаторз                                                   |
| 49 | Роопе Хинц (Н)              | Финляндия   | Даллас Старз (от Детройта)12                                      |
| 50 | Джордан Гринуэй (ЛН)        | США         | Миннесота Уайлд                                                   |
| 51 | Брендан Гуле (З)            | Канада      | Баффало Сейбрз (от Айлендерс)13                                   |
| 52 | Жереми Лоузон (З)           | Канада      | Бостон Брюинз (от Вашингтона через Калгари)14                     |
| 53 | Расмус Андерссон (З)        | Швеция      | Калгари Флэймз (от Ванкувера)15                                   |
| 54 | Грэм Нотт (ЛН)              | Канада      | Чикаго Блэкхокс (компенсация)16                                   |
| 55 | Яков Тренин (ЛН)            | Россия      | Нэшвилл Предаторз                                                 |
| 56 | Винс Данн (З)               | Канада      | Сент-Луис Блюз                                                    |
| 57 | Йонас Зигенталер (З)        | Швейцария   | Вашингтон Кэпиталз (от Монреаля через Эдмонтон через Рейнджерс)17 |
| 58 | Кевин Стенлунд (ЦН)         | Швеция      | Коламбус Блю Джекетс (от Анахайма)18                              |
| 59 | Юлиус Няттинен (ЦН)         | Финляндия   | Анахайм Дакс (от Рейнджерс)19                                     |
| 60 | Оливер Килингтон (З)        | Швеция      | Калгари Флэймз (от Тампы через Рейнджерс и Аризону)20             |
| 61 | Джереми Бракко (ЦН)         | США         | Торонто Мейпл Лифс (от Чикаго через Филадельфию)21                |

- 1. «Колорадо Эвеланш» получили выбор во втором раунде, защитника Никиту Задорова, нападающих Михаила Григоренко и Ти-Джея Комфера от «Баффало Сейбрз» в обмен на нападающих Райана О’Райли и Джейми Макгинна 26 июня 2015 года[28].
  - «Сан-Хосе Шаркс» получили выбор во втором раунде от «Колорадо Эвеланш», отдав взамен выбор во втором раунде (39 общий), выбор во втором раунде драфта-2016 и выбор в шестом раунде драфта-2017 27 июня 2015 года[29].
- 2. «Нью-Йорк Айлендерс» получили выбор в первом и втором раунде от «Эдмонтон Ойлерз» в обмен на защитника Гриффина Райнхарта 26 июня 2015 года[14].
  - «Тампа Бэй Лайтнинг» получили выбор во втором и третьем раундах (33 и 72 общий) от «Нью-Йорк Айлендерс» в обмен на выбор в первом раунде (28 общий) 26 июня 2015 года[25].
- 3. 23 июня 2013 года «Лос-Анджелес Кингз» получили от «Торонто» право условного выбора во втором раунде 2014 или 2015 года и двух игроков: вратаря Бена Скривенса и нападающего Мэтта Фрэттина в обмен на вратаря Джонатана Бернье[30].
  - «Коламбус Блю Джекетс» получил от «Лос-Анджелес Кингз» нападающего Мэтта Фрэттина, условный выбор во втором раунде, полученный от «Торонто» и выбор в третьем раунде драфта-2014 в обмен на нападающего Мариана Габорика 5 марта 2014 года[31].
    - «Торонто» получили выбор во втором и третьем раунде (34 и 68 общий) от «Коламбуа» в обмен на выбор в первом раунде (29 общий) 26 июня 2015 года[21].
- 4. «Оттава Сенаторз» получили выбор во втором раунде (36 общий) от «Нью-Джерси Девилз», отдав взамен выбор во втором раунде (42 общий) и выбор в третьем раунде драфта-2016 27 июня 2015 года[32].
- 5. «Нью-Йорк Айлендерс» получили от «Филадельфии Флайерз» нападающего Мэтта Маньена, выбор в третьем раунде драфта-2014 и выбор во втором раунде драфта-2015 в обмен на защитника Эндрю Макдональда 4 марта 2014 года[33].
  - «Бостон Брюинз» обменяли защитника Джонни Бойчака в «Айлендерс» на выборы во втором раунде драфта-2015 и драфта-2016 4 октября 2014 года[34].
- 6. «Нью-Джерси Девилз» получили выбор во втором раунде драфта-2015 и выбор в третьем раунде драфта-2016 от «Флориды Пантерз» в обмен на нападающего Яромира Ягра 26 февраля 2015 года[35].
  - «Анахайм Дакс» получили выбор во втором раунде драфта-2015 и выбор в третьем раунде драфта-2016 от «Нью-Джерси» в обмен на нападающего Кайла Палмьери 26 июня 2015 года[36].
    - «Нью-Йорк Рейнджерс» получили выбор во втором раунде (41 общий) и нападающего Эмерсона Итема от «Анахайма» в обмен на нападающего Карла Хагелина, выбор во втором раунде (59 общий) и выбор в шестом раунде (179 общий)[37].
- 7. «Колорадо Эвеланш» получили выбор во втором раунде (39 общий), выбор во втором раунде драфта-2016 и выбор в шестом раунде драфта-2017 от «Сан-Хосе Шаркс», отдав взамен выбор во втором раунде (31 общий) 27 июня 2015 года[29].
- 8. «Оттава Сенаторз» получила от «Даллас Старз» нападающих Алекса Чиассона, Ника Пола и Алекса Гаптилла, а также выбор во втором раунде драфта-2015, отдав взамен нападающих Джейсона Спеццу и Людвига Карлссона 1 июля 2014 года[38].
  - «Нью-Джерси Девилз» получили выбор во втором раунде (42 общий) и выбор в третьем раунде драфта-2016 от «Оттава Сенаторз», отдав взамен выбор во втором раунде (36 общий) 27 июня 2015 года[32].
- 9. «Баффало Сейбрз» получили выбор во втором раунде драфта-2014 и во втором раунде драфта-2015 от «Лос-Анджелес Кингз» в обмен на защитника Робина Регира 1 апреля 2013 года[39].
  - «Лос-Анджелес» получил два выбора во вторых раундах, ранее отданных «Баффало», а также защитника Брэйдена Макнэбба и нападающего Джонатана Паркера от «Баффало» в обмен на двух нападающих — Николя Делорье и Хадсона Фашинга 5 марта 2014 года[40].
- 10. «Тампа Бэй Лайтнинг» обменяла в «Бостон Брюинз» нападающего Бретта Коннолли, получив взамен выборы во втором раунде драфта-2015 и драфта-2016 2 марта 2015 года[41].
- 11. «Бостон Брюинз» получили выбор в первом раунде, а также два выбора во втором (45 и 52 общий) от «Калгари Флэймз» в обмен на защитника Дуги Хэмилтона 26 июня 2015 года[12].
- 12. «Даллас Старз» получили от «Детройт Ред Уингз» нападающего Маттиаса Янмарка, защитника Маттиаса Бэкмана и выбор во втором раунде в обмен на нападающего Эрика Коула и выбор в третьем раунде драфта-2015 1 марта 2015 года[42].
- 13. 27 октября 2013 года «Баффало Сейбрз» обменяли в «Нью-Йорк Айлендерс» нападающего Томаса Ванека. Взамен «клинки» получили форварда Мэтта Моулсона, условный выбор в первом раунде драфта-2014 и выбор во втором раунде 2015 года[16].
- 14. «Калгари Флэймз» обменяли нападающего Кёртиса Гленкросса в «Вашингтон Кэпиталз» на выбор во втором и третьем раундах драфта-2015 1 марта 2015 года[43].
  - «Бостон Брюинз» получили выбор в первом раунде, а также два выбора во втором (45 и 52 общий) от «Калгари Флэймз» в обмен на защитника Дуги Хэмилтона 26 июня 2015 года[12].
- 15. 2 марта 2015 года «Калгари Флэймз» обменял нападающего Свена Берчи в «Ванкувер Кэнакс» на выбор во втором раунде драфта-2015 года[44].
- 16. «Чикаго Блэкхокс» получили компенсацию за выбор в первом раунде драфта 2010 года нападающего Кевина Хейза[45].
- 17. «Эдмонтон Ойлерз» получили от «Монреаль Канадиенс» выбор во втором раунде и выбор в четвёртом раунде драфта-2015 в обмен на защитника Джеффа Питри 2 марта 2015 года[46].
  - «Нью-Йорк Рейнджерс» получили выбор во втором раунде (57 общий), в третьем раунде (79 общий) и в седьмом раунде (184 общий) от «Эдмонтона» в обмен на вратаря Кэма Тальбо и выбор в седьмом раунде (209 общий) 27 июня 2015 года[47].
    - «Вашингтон Кэпиталз» получили выбор во втором раунде (57 общий) от «Рейнджерс» в обмен на выбор в третьем раунде (62 общий) и выбор в четвёртом раунде (113 общий) 27 июня 2015 года.
- 18. «Коламбус Блю Джекетс» получили выбор во втором раунде драфта-2015 и нападающих Рене Бурка и Вильяма Карлссона от «Анахайм Дакс» в обмен на выбор в третьем раунде того же драфта и защитника Джеймса Висниевски 2 марта 2015 года[48].
- 19. «Анахайм Дакс» получили выбор во втором раунде (59 общий), выбор в шестом раунде (179 общий) и нападающего Карла Хагелина от «Нью-Йорк Рейнджерс» в обмен на нападающего Эмерсона Итема и выбор во втором раунде (41 общий)[37].
- 20. «Тампа Бэй Лайтнинг» получила от «Нью-Йорк Рейнджерс» нападающего Райана Кэллахана, условный выбор во втором раунде драфта-2014 (ставший выбором в первом раунде) и выбор в первом раунде драфта-2015 года, отдав взамен нападающего Мартена Сан-Луи 5 марта 2014 года. Позднее команды обменялись драфт-пиками в связи с подписанием «Тампой» нового контракта с Кэллаханом: «Тампа» получила выбор в седьмом раунде, а «Рейнджерс» во втором раунде драфта-2015[24]
  - «Аризона Койотис» получили выбор во втором раунде драфта, выбор в первом раунде драфта-2016, защитника Джона Мура и нападающего Энтони Дюклера в обмен на выбор в четвёртом раунде драфта-2016 и защитников Кита Яндла и Криса Саммерса 1 марта 2015 года[49].
    - «Калгари Флэймз» получили выбор во втором раунде (60 общий) от «Аризоны», отдав взамен два выбора в третьем раунде (76 и 83 общий) 27 июня 2015 года.
- 21. «Филадельфия Флайерз» получили выбор во втором раунде драфта-2015 и в четвёртом раунде драфта-2016 от «Чикаго Блэкхокс» в обмен на защитника Киммо Тимонена 27 февраля 2015 года[50].
  - «Торонто Мейпл Лифс» получили выбор в первом и втором раунде (29 и 61 общий) от «Филадельфии Флайерз», отдав взамен выбор первом раунде (24 общий) 26 июня 2015 года[21].

### Раунд 3
| #  | Игрок                   | Гражданство | Команда НХЛ                                         |
| -- | ----------------------- | ----------- | --------------------------------------------------- |
| 62 | Робин Ковач (ЛН/ПН)     | Швеция      | Нью-Йорк Рейнджерс (от Баффало через Вашингтон)1    |
| 63 | Кайл Капобьянко (З)     | Канада      | Аризона Койотис                                     |
| 64 | Деннис Ян (ЛН)          | США         | Тампа Бэй Лайтнинг (от Эдмонтона через Анахайм)2    |
| 65 | Эндрю Нильсен (З)       | Канада      | Торонто Мейпл Лифс                                  |
| 66 | Гийом Брисбуа (З)       | Канада      | Ванкувер Кэнакс (от Каролины)3                      |
| 67 | Блейк Спирс (ЦН)        | Канада      | Нью-Джерси Девилз                                   |
| 68 | Мартиньш Дзиеркалс (ЛН) | Латвия      | Торонто Мейпл Лифс (от Филадельфии через Коламбус)4 |
| 69 | Киган Колесар (ПН)      | Канада      | Коламбус Блю Джекетс                                |
| 70 | Феликс Сандстрём (В)    | Швеция      | Филадельфия Флайерз (от Сан-Хосе)5                  |
| 71 | Жан-Кристоф Боден (ПН)  | Канада      | Колорадо Эвеланш                                    |
| 72 | Энтони Сирелли (ЦН)     | Канада      | Тампа Бэй Лайтнинг (от Флориды через Айлендерс)6    |
| 73 | Вили Саариярви (З)      | Финляндия   | Детройт Ред Уингз (от Далласа)7                     |
| 74 | Александр Дергачёв (ЦН) | Россия      | Лос-Анджелес Кингз                                  |
| 75 | Даниэль Владарж (В)     | Чехия       | Бостон Брюинз                                       |
| 76 | Эдин Хилл (В)           | Канада      | Аризона Койотис (от Калгари)8                       |
| 77 | Самуэль Монтембо (В)    | Канада      | Флорида Пантерз (от Питтсбурга)9                    |
| 78 | Эрик Фоли (ЛН)          | США         | Виннипег Джетс                                      |
| 79 | Сергей Зборовский (З)   | Россия      | Нью-Йорк Рейнджерс (от Оттавы через Эдмонтон)10     |
| 80 | Брент Гейтс (ЦН)        | США         | Анахайм Дакс (от Детройта через Коламбус)11         |
| 81 | Брендан Уоррен (ЛН)     | США         | Аризона Койотис (от Миннесоты)12                    |
| 82 | Митч Ванде Сомпел (З)   | Канада      | Нью-Йорк Айлендерс                                  |
| 83 | Йенс Лёке (ПН)          | Швеция      | Аризона Койотис (от Вашингтона через Калгари)13     |
| 84 | Девен Сидерофф (ПН)     | Канада      | Анахайм Дакс (от Ванкувера)14                       |
| 85 | Томас Новак (ЦН)        | США         | Нэшвилл Предаторз                                   |
| 86 | Майк Робинсон (В)       | США         | Сан-Хосе Шаркс (от Сент-Луиса через Эдмонтон)15     |
| 87 | Лукас Вейдемо (ЦН)      | Швеция      | Монреаль Канадиенс                                  |
| 88 | Томас Шемич (З)         | Канада      | Флорида Пантерз (от Анахайма)16                     |
| 89 | Алекси Саарела (ЦН)     | Финляндия   | Нью-Йорк Рейнджерс                                  |
| 90 | Матей Томек (В)         | Словакия    | Филадельфия Флайерз (от Тампы)17                    |
| 91 | Деннис Гилберт (З)      | США         | Чикаго Блэкхокс                                     |

- 1. «Вашингтон Кэпиталз» получили выбор в третьем раунде и вратаря Ярослава Галака от «Баффало Сейбрз» в обмен на вратаря Михала Нойвирта и защитника Ростислава Клеслу 5 марта 2014 года[51].
  - «Нью-Йорк Рейнджерс» получили выбор в третьем раунде (62 общий) и выбор в четвёртом раунде (113 общий) от «Вашингтона» в обмен на выбор во втором раунде (57 общий) 27 июня 2015 года.
- 2. «Анахайм Дакс» получили выбор в пятом раунде драфта-2014 и в третьем раунде драфта-2015 от «Эдмонтон Ойлерз» в обмен на вратаря Виктора Фаста 4 марта 2014 года[52].
  - «Тампа Бэй Лайтнинг» получила выбор в третьем раунде от «Анахайма» в обмен на защитника Эрика Брюэра 28 ноября 2014 года[53].
- 3. «Ванкувер Кэнакс» получили выбор в третьем раунде драфта-2015 и выбор в седьмом раунде драфта-2016 от «Каролины Харрикейнз» в обмен на вратаря Эдди Лэка 27 июня 2015 года[54].
- 4. «Коламбус Блю Джекетс» получили выбор в третьем раунде и вратаря Майкла Лейтона от «Филадельфии Флайерз» в обмен на вратаря Стива Мейсона 3 апреля 2013 года[55].
  - «Торонто Мейпл Лифс» получили выбор во втором и третьем раунде (34 и 68 общий) от «Коламбуа» в обмен на выбор в первом раунде (29 общий) 26 июня 2015 года[21].
- 5. «Филадельфия Флайерз» получили выбор в третьем раунде от «Сан-Хосе Шаркс» в обмен на нападающего Тая Макгинна 2 июля 2014 года[56].
- 6. Выбор получен «Нью-Йорк Айлендерс» от «Флориды Пантерз» в обмен на выбор в третьем раунде драфта-2014 28 июня 2014 года.
  - «Тампа Бэй Лайтнинг» получили выбор во втором и третьем раундах (33 и 72 общий) от «Нью-Йорк Айлендерс» в обмен на выбор в первом раунде (28 общий) 26 июня 2015 года[25].
- 7. «Детройт Ред Уингз» получили от «Даллас Старз» нападающего Эрика Коула и выбор в третьем раунде драфта-2015 в обмен на нападающего Маттиаса Янмарка, защитника Маттиаса Бэкмана и выбор во втором раунде 1 марта 2015 года[42].
- 8. «Аризона Койотис» получили два выбора в третьем раунде (76 и 83 общий) от «Калгари Флэймз», отдав взамен выбор во втором раунде (60 общий) 27 июня 2015 года.
- 9. «Флорида Пантерз» получили выбор в пятом раунде драфта-2014 и в третьем раунде драфта-2015 от «Питтсбург Пингвинз» в обмен на нападающего Марцеля Гоча 5 марта 2014 года[57].
- 10. «Эдмонтон Ойлерз» получили выбор в пятом раунде драфта-2014 и в третьем раунде драфта-2015 от «Оттавы Сенаторз» в обмен на нападающего Алеша Гемски 5 марта 2014 года[58].
  - «Нью-Йорк Рейнджерс» получили выбор в третьем раунде (79 общий), во втором раунде (57 общий) и в седьмом раунде (184 общий) от «Эдмонтона» в обмен на вратаря Кэма Тальбо и выбор в седьмом раунде (209 общий) 27 июня 2015 года[47].
- 11. Выбор получен «Коламбусом» от «Детройт Ред Уингз» вместе с выбором в третьем раунде драфта-2014 в обмен на выбор в третьем раунде драфта-2014 28 июня 2014 года.
  - «Анахайм Дакс» получили выбор в третьем раунде драфта-2015 и защитника Джеймса Висниевски от «Коламбус Блю Джекетс» в обмен на выбор во втором раунде того же драфта и нападающих Рене Бурка и Вильяма Карлссона 2 марта 2015 года[48].
- 12. «Аризона Койотис» обменяла вратаря Девана Дубника в «Миннесоту» на выбор в третьем раунде 14 января 2015 года[59].
- 13. «Калгари Флэймз» обменяли нападающего Кёртиса Гленкросса в «Вашингтон Кэпиталз» на выбор во втором и третьем раундах драфта-2015 1 марта 2015 года[43]
  - «Аризона Койотис» получили два выбора в третьем раунде (76 и 83 общий) от «Калгари», отдав взамен выбор во втором раунде (60 общий) 27 июня 2015 года.
- 14. «Анахайм Дакс» получили право выбора в третьем раунде от «Ванкувера» 27 июня 2014 года, отдав выбор в третьем раунде прошлого драфта[60].
- 15. «Эдмонтон Ойлерз» получили выбор в третьем раунде драфта и нападающего Дэвида Перрона от «Сент-Луис Блюз» в обмен на выбор во втором раунде драфта-2014, выбор в четвёртом раунде драфта-2015 и нападающего Магнуса Пяяйарви-Свенссона 10 июля 2013 года[61][62].
  - «Сан-Хосе Шаркс» получили выбор в третьем раунде от «Эдмонтона» в качестве компенсации за назначение «Ойлерз» главного тренера Тодда Маклеллана 27 июня 2015 года[63].
- 16. «Флорида Пантерз» получили выбор в третьем раунде и нападающего Дэни Хитли от «Анахайм Дакс» в обмен на нападающего Томаша Флейшманна 28 февраля 2015 года[64].
- 17. «Филадельфия Флайерз» отдали защитника Брэйдона Коберна в «Тампу Бэй Лайтнинг» в обмен на защитника Радко Гудаса, а также выбор в первом и третьем раундах драфта-2015 2 марта 2015 года[26].

### Раунд 4
| #   | Игрок                      | Гражданство | Команда НХЛ                                               |
| --- | -------------------------- | ----------- | --------------------------------------------------------- |
| 92  | Уилл Борген (З)            | США         | Баффало Сейбрз                                            |
| 93  | Каллум Бут (В)             | Канада      | Каролина Харрикейнз (от Аризоны через Вашингтон)1         |
| 94  | Адам Мусил (ЦН)            | Канада      | Сент-Луис Блюз (от Эдмонтона)2                            |
| 95  | Йеспер Линдгрен (З)        | Швеция      | Торонто Мейпл Лифс                                        |
| 96  | Николя Руа (ЦН)            | Канада      | Каролина Харрикейнз                                       |
| 97  | Колтон Уайт (З)            | Канада      | Нью-Джерси Девилз                                         |
| 98  | Сэмюэл Доув-Макфоллс (ЛН)  | Канада      | Филадельфия Флайерз                                       |
| 99  | Остин Вагнер (ЛН)          | Канада      | Лос-Анджелес Кингз (от Коламбуса через Филадельфию)3      |
| 100 | Энтони Ришар (ЦН)          | Канада      | Нэшвилл Предаторз (от Сан-Хосе)4                          |
| 101 | Андрей Миронов (З)         | Россия      | Колорадо Эвеланш                                          |
| 102 | Денис Мальгин (ЦН)         | Швейцария   | Флорида Пантерз                                           |
| 103 | Крис Мартенет (З)          | США         | Даллас Старз                                              |
| 104 | Михаил Воробьёв (ЦН)       | Россия      | Филадельфия Флайерз (от Лос-Анджелеса)5                   |
| 105 | Джесси Габриелль (ЛН)      | Канада      | Бостон Брюинз                                             |
| 106 | Адам Хелевка (ЛН)          | Канада      | Сан-Хосе Шаркс (от Калгари)6                              |
| 107 | Кристиан Воланин (З)       | США         | Оттава Сенаторз (от Питтсбурга через Торонто и Эдмонтон)7 |
| 108 | Михаэль Шпачек (ПН)        | Чехия       | Виннипег Джетс                                            |
| 109 | Филип Аль (ЛН)             | Швеция      | Оттава Сенаторз                                           |
| 110 | Йорен ван Поттельберге (В) | Швейцария   | Детройт Ред Уингз                                         |
| 111 | Алеш Стезка (В)            | Чехия       | Миннесота Уайлд                                           |
| 112 | Паркер Уозерспун (З)       | Канада      | Нью-Йорк Айлендерс                                        |
| 113 | Брэд Моррисон (ЦН)         | Канада      | Нью-Йорк Рейнджерс (от Вашингтона)8                       |
| 114 | Дмитрий Жукенов (ЦН)       | Россия      | Ванкувер Кэнакс                                           |
| 115 | Александр Каррье (З)       | Канада      | Нэшвилл Предаторз                                         |
| 116 | Гленн Гоудин (ЦН)          | Канада      | Сент-Луис Блюз                                            |
| 117 | Калеб Джонс (З)            | США         | Эдмонтон Ойлерз (от Монреаля)9                            |
| 118 | Йонне Таммела (ПН)         | Финляндия   | Тампа Бэй Лайтнинг (от Анахайма)10                        |
| 119 | Даниэль Бернхардт (ПН)     | Швеция      | Нью-Йорк Рейнджерс                                        |
| 120 | Матьё Джозеф (ПН)          | Канада      | Тампа Бэй Лайтнинг                                        |
| 121 | Райан Ши (З)               | США         | Чикаго Блэкхокс                                           |

- 1. «Вашингтон Кэпиталз» получили выбор в четвёртом раунде, нападающего Криса Брауна и защитника Ростислава Клеслу от «Финикс Койотис» в обмен на двух нападающих — Мартина Эрата и Джона Митчелла 4 марта 2014 года[65]
  - «Каролина Харрикейнз» получили выбор в четвёртом раунде и защитника Джека Хиллена от «Вашингтона» в обмен на защитника Тима Глисона 28 февраля 2015 года[66].
- 2. «Сент-Луис Блюз» получили выбор в четвёртом раунде драфта-2015, выбор во втором раунде драфта-2014 и нападающего Магнуса Пяяйарви-Свенссона от «Эдмонтон Ойлерз» в обмен на выбор в третьем раунде драфта-2015 и нападающего Дэвида Перрона 10 июля 2013 года[61].
- 3. «Филадельфия Флайерз» получили выбор в четвёртом раунде и нападающего Ричарда Амбергера от «Коламбус Блю Джекетс» в обмен на нападающего Скотта Хартнелла 23 июня 2014 года[67].
  - «Лос-Анджелес Кингз» получили выбор в четвёртом раунде (99 общий) от «Филадельфии» в обмен на выбор в четвёртом раунде (104 общий) и выбор в шестом раунде драфта-2016 27 июня 2015 года.
- 4. «Нэшвилл Предаторз» получили выбор в четвёртом раунде (100 общий) и два выбора на драфте 2014 года (во втором и третьем раунде) от «Сан-Хосе Шаркс» в обмне на три выбора драфта-2014 (во втором, третьем и четвёртом раунде) 28 июня 2014 года.
- 5. «Филадельфия Флайерз» получили выбор в четвёртом раунде (104 общий) и выбор в шестом раунде драфта-2016 от «Лос-Анджелес Кингз» в обмен на выбор в четвёртом раунде (99 общий) 27 июня 2015 года.
- 6. «Сан-Хосе Шаркс» получили выбор в четвёртом раунде от «Калгари Флэймз» в обмен на нападающего Ти-Джея Гальярди 2 июля 2013 года[68].
- 7. «Торонто Мейпл Лифс» получили выбор в четвёртом раунде, выбор во втором раунде драфта-2016 и нападающего Зака Силла от «Питтсбург Пингвинз» в обмен на нападающего Даниэля Уинника 25 февраля 2015 года[69].
  - «Эдмонтон Ойлерз» получили выбор в четвёртом раунде и права на нападающего Брэда Росса от «Торонто» в обмен на защитника Мартина Маринчина 27 июня 2015 года[70].
    - «Оттава Сенаторз» получили выбор в четвёртом раунде и нападающего Трэвиса Юэника от «Эдмонтона» в обмен на защитника Эрика Грайбу 27 июня 2015 года[70].
- 8. «Нью-Йорк Рейнджерс» получили выбор в четвёртом раунде (113 общий) и выбор в третьем раунде (62 общий) от «Вашингтон Кэпиталз» в обмен на выбор во втором раунде (57 общий) 27 июня 2015 года.
- 9. «Эдмонтон Ойлерз» получили от «Монреаль Канадиенс» выбор во втором раунде и выбор в четвёртом раунде драфта-2015 в обмен на защитника Джеффа Питри 2 марта 2015 года[46].
- 10. «Тампа Бэй Лайтнинг» получили выбор в четвёртом раунде и выбор в седьмом раунде от «Анахайм Дакс» в обмен на нападающего Нэйта Томпсона 29 июня 2014 года[71].

### Раунд 5
| #   | Игрок                 | Гражданство | Команда НХЛ                                     |
| --- | --------------------- | ----------- | ----------------------------------------------- |
| 122 | Деванте Стивенс (З)   | Канада      | Баффало Сейбрз                                  |
| 123 | Конор Гарленд (ПН)    | США         | Аризона Койотис                                 |
| 124 | Итан Бир (З)          | Канада      | Эдмонтон Ойлерз                                 |
| 125 | Дмитрий Тимашов (ЛН)  | Швеция      | Торонто Мейпл Лифс                              |
| 126 | Люк Стивенс (ЛН)      | США         | Каролина Харрикейнз                             |
| 127 | Нико Миккола (З)      | Финляндия   | Сент-Луис Блюз (от Нью-Джерси)1                 |
| 128 | Давид Каше (ЦН)       | Чехия       | Филадельфия Флайерз                             |
| 129 | Сэм Руопп (З)         | Канада      | Коламбус Блю Джекетс                            |
| 130 | Карлис Чуксте (З)     | Латвия      | Сан-Хосе Шаркс                                  |
| 131 | Мэтт Брэдли (ЛН)      | Канада      | Монреаль Канадиенс (от Колорадо)2               |
| 132 | Карч Бахман (ЛН)      | США         | Флорида Пантерз                                 |
| 133 | Джозеф Чеккони (З)    | США         | Даллас Старз                                    |
| 134 | Мэтт Шмальц (ЦН)      | Канада      | Лос-Анджелес Кингз                              |
| 135 | Кирилл Капризов (ЛН)  | Россия      | Миннесота Уайлд (от Бостона)3                   |
| 136 | Павел Карнаухов (ЦН)  | Россия      | Калгари Флэймз                                  |
| 137 | Доминик Симон (ЦН)    | Чехия       | Питтсбург Пингвинз                              |
| 138 | Спенсер Смоллмэн (ПН) | Канада      | Каролина Харрикейнз (от Виннипега)4             |
| 139 | Кристиан Ярош (З)     | Словакия    | Оттава Сенаторз                                 |
| 140 | Чейз Пирсон (ЦН)      | Канада      | Детройт Ред Уингз                               |
| 141 | Веети Вайнио (З)      | Финляндия   | Коламбус Блю Джекетс (от Миннесоты)5            |
| 142 | Рудолфс Балцерс (ЛН)  | Латвия      | Сан-Хосе Шаркс (от Айлендерс)6                  |
| 143 | Коннор Хоббс (З)      | Канада      | Вашингтон Кэпиталз                              |
| 144 | Карл Нилл (З)         | Канада      | Ванкувер Кэнакс                                 |
| 145 | Карел Веймелка (В)    | Чехия       | Нэшвилл Предаторз                               |
| 146 | Люк Опилка (В)        | США         | Сент-Луис Блюз                                  |
| 147 | Райан Пилон (З)       | Канада      | Нью-Йорк Айлендерс (от Монреаля через Флориду)7 |
| 148 | Трой Терри (ПН)       | США         | Анахайм Дакс                                    |
| 149 | Адам Годетт (ПН)      | США         | Ванкувер Кэнакс (от Рейнджерс)8                 |
| 150 | Райан Зулсдорф (З)    | США         | Тампа Бэй Лайтнинг                              |
| 151 | Радован Бондра (ЛН)   | Словакия    | Чикаго Блэкхокс                                 |

- 1. «Сент-Луис Блюз» получили выбор в пятом раунде от «Нью-Джерси Девилз» в обмен на выбор в седьмом раунде и нападающего Мэтта Д’Агостини 22 марта 2013 года[72].
- 2. «Монреаль Канадиенс» получили выбор в пятом раунде и нападающего Пьера Паренто от «Колорадо Эвеланш» в обмен на нападающего Даниэля Бриера 30 июня 2014 года[73].
- 3. «Миннесота Уайлд» получила выбор в пятом раунде от «Бостон Брюинз» в обмен на выбор в пятом раунде следующего драфта, 2016 года.
- 4. «Каролина Харрикейнз» получили выбор в пятом раунде и выбор в шестом раунде драфта-2016 от «Виннипег Джетс» в обмен на нападающего Иржи Тлусты 25 февраля 2015 года[74].
- 5. «Коламбус Блю Джекетс» получили выбор в пятом раунде и защитника Джастина Фэлка от «Миннесоты Уайлд» в обмен на защитника Джордана Леопольда 2 марта 2015 года[75].
- 6. «Сан-Хосе Шаркс» получили выбор в пятом раунде от «Нью-Йорк Айлендерс», отдав права на защитника Дэна Бойла 5 июня 2014 года[76].
- 7. «Флорида Пантерз» получили выбор в пятом раунде от «Монреаль Канадиенс» в обмен на защитника Майка Уивера 4 марта 2014 года[77].
  - «Нью-Йорк Айлендерс» получили выбор в пятом раунде (147 общий) от «Флориды» в обмен на выбор в пятом раунде следующего драфта 27 июня 2015 года.
- 8. «Ванкувер Кэнакс» получили выбор в пятом раунде от «Нью-Йорк Рейнджерс» в обмен на защитника Рафаэля Диаса 5 марта 2014 года[78].

### Раунд 6
| #   | Игрок                    | Гражданство | Команда НХЛ                                     |
| --- | ------------------------ | ----------- | ----------------------------------------------- |
| 152 | Джорджо Эстефан (ЦН)     | Канада      | Баффало Сейбрз                                  |
| 153 | Крис Олдэм (В)           | США         | Тампа Бэй Лайтнинг (от Аризоны)1                |
| 154 | Джон Марино (З)          | США         | Эдмонтон Ойлерз                                 |
| 155 | Стивен Дероше (З)        | Канада      | Торонто Мейпл Лифс                              |
| 156 | Джейк Мэсси (З)          | Канада      | Каролина Харрикейнз                             |
| 157 | Бретт Сени (ЛН)          | Канада      | Нью-Джерси Дэвилз                               |
| 158 | Купер Мароди (ПН)        | США         | Филадельфия Флайерз                             |
| 159 | Владислав Гавриков (З)   | Россия      | Коламбус Блю Джекетс                            |
| 160 | Адам Парселлс (З)        | США         | Сан-Хосе Шаркс                                  |
| 161 | Сергей Бойков (З)        | Россия      | Колорадо Эвеланш                                |
| 162 | Крис Уилки (ПН)          | США         | Флорида Пантерз                                 |
| 163 | Маркус Руусу (В)         | Финляндия   | Даллас Старз                                    |
| 164 | Рой Радке (ПН)           | США         | Чикаго Блэкхокс (от Лос-Анджелеса)2             |
| 165 | Кэмерон Хьюз (ЦН/ЛН)     | Канада      | Бостон Брюинз                                   |
| 166 | Эндрю Манджипани (ЛН/ЦН) | Канада      | Калгари Флеймз                                  |
| 167 | Фредерик Тиффельс (ЛН)   | Германия    | Питтсбург Пингвинз                              |
| 168 | Мейсон Эпплтон (ЦН)      | США         | Виннипег Джетс                                  |
| 169 | Дэвид Коттон (ЦН)        | США         | Каролина Харрикейнз (от Оттавы через Виннипег)3 |
| 170 | Патрик Холлуэй (З)       | США         | Детройт Ред Уингз                               |
| 171 | Николас Бока (З)         | США         | Миннесота Уайлд                                 |
| 172 | Андонг Сонг (З/Н)        | Китай       | Нью-Йорк Айлендерс                              |
| 173 | Колби Уильямс (З)        | Канада      | Вашингтон Кэпиталз                              |
| 174 | Лукаш Яшек (ПН)          | Чехия       | Ванкувер Кэнакс                                 |
| 175 | Тайлер Мой (ЦН)          | США         | Нэшвилл Предаторз                               |
| 176 | Лиам Ладна (ЛН)          | Канада      | Сент-Луис Блюз                                  |
| 177 | Симон Бурк (З)           | Канада      | Монреаль Канадиенс                              |
| 178 | Стивен Руджьеро (З)      | США         | Анахайм Дакс                                    |
| 179 | Гарретт Меткалф (В)      | США         | Анахайм Дакс (от Рейнджерс)4                    |
| 180 | Боконджи Имама (ЛН)      | Канада      | Тампа Бэй Лайтнинг                              |
| 181 | Йони Туулола (З)         | Финляндия   | Чикаго Блэкхокс                                 |

- 1. «Тампа Бэй Лайтнинг» получили выбор в шестом раунде от «Аризона Койотис» в обмен на нападающих Сэма Ганье и Би-Джея Кромбина 29 июня 2014 года[79].
- 2. «Чикаго Блэкхокс» получили выбор в шестом раунде от «Лос-Анджелес Кингз» в обмен на нападающего Даниэля Карсилло 16 июля 2013 года[80].
- 3. «Виннипег Джетс» получили выбор в шестом раунде от «Оттава Сенаторз» в обмен на выбор в седьмом раунде прошлого драфта.
  - «Каролина Харрикейнз» получили выбор в шестом раунде от «Виннипега» в обмен на защитника Джея Харрисона 18 декабря 2014 года[81].
- 4. «Анахайм Дакс» получили выбор в шестом раунде (179 общий), выбор во втором раунде (59 общий) и нападающего Карла Хагелина от «Нью-Йорк Рейнджерс» в обмен на нападающего Эмерсона Итема и выбор во втором раунде (41 общий)[37].

### Раунд 7
| #   | Игрок                     | Гражданство | Команда НХЛ                                                |
| --- | ------------------------- | ----------- | ---------------------------------------------------------- |
| 182 | Иван Чукаров (Н)          | США         | Баффало Сейбрз                                             |
| 183 | Эрик Челльгрен (В)        | Швеция      | Аризона Койотис                                            |
| 184 | Адам Гуска (В)            | Словакия    | Нью-Йорк Рейнджерс (от Эдмонтона)1                         |
| 185 | Никита Коростелёв (ЛН/ПН) | Россия      | Торонто Мейпл Лифс                                         |
| 186 | Стивен Лоренц (ЦН)        | Канада      | Каролина Харрикейнз                                        |
| 187 | Чез Реддекопп (З)         | Канада      | Лос-Анджелес Кингз (от Нью-Джерси)2                        |
| 188 | Иван Федотов (В)          | Россия      | Филадельфия Флайерз                                        |
| 189 | Маркус Нутиваара (З)      | Финляндия   | Коламбус Блю Джекетс                                       |
| 190 | Маркус Вела (ЦН)          | Канада      | Сан-Хосе Шаркс                                             |
| 191 | Густав Олавер (ЦН/ЛН)     | Швеция      | Колорадо Эвеланш                                           |
| 192 | Патрик Шей (ЦН)           | США         | Флорида Пантерз                                            |
| 193 | Джейк Купски (В)          | США         | Сан-Хосе Шаркс (от Далласа)3                               |
| 194 | Мэттью Рой (З)            | США         | Лос-Анджелес Кингз                                         |
| 195 | Джек Бекер (ЦН)           | США         | Бостон Брюинз                                              |
| 196 | Райли Брюс (З)            | Канада      | Калгари Флеймз                                             |
| 197 | Никита Павлычев (ЦН)      | Россия      | Питтсбург Пингвинз                                         |
| 198 | Сами Нику (З)             | Финляндия   | Виннипег Джетс                                             |
| 199 | Джоуи Даккорд (В)         | США         | Оттава Сенаторз                                            |
| 200 | Адам Марш (ЛН)            | США         | Детройт Ред Уингз                                          |
| 201 | Густав Боурамман (З)      | Швеция      | Миннесота Уайлд                                            |
| 202 | Петтер Ханссон (З)        | Швеция      | Нью-Йорк Айлендерс                                         |
| 203 | Маттео Дженнаро (ЦН/ЛН)   | Канада      | Виннипег Джетс (от Вашингтона)3                            |
| 204 | Джек Садек (З)            | США         | Миннесота Уайлд (от Ванкувера через Тампу)4                |
| 205 | Эван Смит (В)             | США         | Нэшвилл Предаторз                                          |
| 206 | Райан Беднард (В)         | США         | Флорида Пантерз (от Сент-Луиса через Нью Джерси)5          |
| 207 | Джеремайа Эддисон (ЛН)    | Канада      | Монреаль Канадиенс                                         |
| 208 | Мирослав Свобода (В)      | Чехия       | Эдмонтон Ойлерз (от Анахайма через Тампа Бэй Лайтнинг)6    |
| 209 | Зият Пайгин (З)           | Россия      | Эдмонтон Ойлерз (от Рейнджерс через Тампу и Рейнджерс)7    |
| 210 | Тейт Олсон (З)            | Канада      | Ванкувер Кэнакс (от Тампы через Айлендерс через Сан-Хосе)8 |
| 211 | Джон Дальстрём (ЛН/ЦН)    | Швеция      | Чикаго Блэкхокс                                            |

- 1. «Нью-Йорк Рейнджерс» получили выбор в седьмом раунде (184 общий), во втором раунде (57 общий) и в третьем раунде (79 общий) от «Эдмонтон Ойлерз» в обмен на вратаря Кэма Тальбо и выбор в седьмом раунде (209 общий) 27 июня 2015 года[47].
- 2. «Лос-Анджелес Кингз» получили выбор в седьмом раунде от «Нью-Джерси Девилз» в обмен на выбор в седьмом раунде драфта-2013 30 июня 2013 года[82].
- 3. «Сан-Хосе Шаркс» получили выбор в седьмом раунде от «Даллас Старз» в обмен на вратаря Антти Ниеми 27 июня 2015 года[83].
- 4. «Тампа Бэй Лайтнинг» получила выбор в седьмом раунде от «Ванкувер Кэнакс» 27 июня 2014 года, отдав выбор во втором раунде драфта-14. Также «Ванкувер» отдал защитника Джейсона Гаррисона и права на нападающего Джеффа Костелло[84].
  - «Миннесота Уайлд» получила выбор в седьмом раунде и выбор в третьем раунде прошлого драфта от «Тампы» в обмен на выбор в третьем раунде драфта-2014.
- 5. «Нью-Джерси Девилз» получили выбор в седьмом раунде и нападающего Мэтта Д’Агостини от «Сент-Луис Блюз» в обмен на выбор в пятом раунде 22 марта 2013 года[72].
  - «Флорида Пантерз» получили выбор в седьмом раунде и нападающего Криса Барча от «Нью-Джерси» в обмен на выбор в шестом раунде драфта-2014 и нападающего Скотта Тимминса 28 сентября 2013 года[85].
- 6. «Тампа Бэй Лайтнинг» получили выбор в четвёртом раунде и выбор в седьмом раунде от «Анахайм Дакс» в обмен на нападающего Нэйта Томпсона 29 июня 2014 года[71].
  - «Эдмонтон Ойлерз» получили выбор в седьмом раунде от «Тампы» в обмен на выбор в седьмом раунде драфта-2016 27 июня 2015 года.
- 7. «Тампа Бэй Лайтнинг» получила от «Нью-Йорк Рейнджерс» нападающего Райана Кэллахана, условный выбор во втором раунде драфта-2014 (ставший выбором в первом раунде) и выбор в первом раунде драфта-2015 года, отдав взамен нападающего Мартена Сан-Луи 5 марта 2014 года. Позднее команды обменялись драфт-пиками в связи с подписанием «Тампой» нового контракта с Кэллаханом: «Тампа» получила выбор в седьмом раунде, а «Рейнджерс» во втором раунде драфта-2015[24]
  - «Рейнджерс» получили выбор в седьмом раунде от «Тампы» в обмен на защитника Даниэля Уолкотта 1 июня 2015 года[86].
    - «Эдмонтон Ойлерз» получили выбор в седьмом раунде (209 общий) и вратаря Кэма Тальбо от «Нью-Йорк Рейнджерс» в обмен на выбор во втором раунде (57 общий), в третьем раунде (79 общий) и в седьмом раунде (184 общий) 27 июня 2015 года[47].
- 8. «Нью-Йорк Айлендерс» получили выбор в седьмом раунде драфта и выбор в седьмом раунде прошлого драфта от «Тампа Бэй Лайтнинг» в обмен на выбор в седьмом раунде прошлого драфта 28 июня 2014 года.
  - «Сан-Хосе Шаркс» получили выбор в седьмом раунде драфта от «Айлендерс» в обмен на нападающего Тайлера Кеннеди 2 марта 2015 года[87].
    - «Ванкувер Кэнакс» получили выбор в седьмом раунде драфта от «Сан-Хосе» в обмен на защитника Патрика Макналли 27 июня 2015 года[88].

## Итоги драфта
Всего на 53-м драфте было выбрано 211 хоккеистов из 12 стран. Впервые на драфте НХЛ был выбран китайский хоккеист — в шестом раунде под общим 172 номером «Нью-Йорк Айлендерс» выбрали Андонга Сонга.
18 представителей России было выбрано на драфте — это наибольший показатель с 2004 года, когда было выбрано 20 россиян.
Данные приведены согласно eliteprospects.com
| #  | Страна     | Игроков | Процент |
| -- | ---------- | ------- | ------- |
| 1  | Канада     | 79      | 37,4%   |
| 2  | США        | 55      | 26,1%   |
| 3  | Швеция     | 20      | 9,5%    |
| 4  | Россия     | 18      | 8,5%    |
| 5  | Финляндия  | 13      | 6,2%    |
| 6  | Чехия      | 11      | 5,2%    |
| 7  | Словакия   | 5       | 2,4%    |
| 8  | Швейцария  | 4       | 1,9%    |
| 9  | Латвия     | 3       | 1,4%    |
| 10 | Германия   | 1       | 0,5%    |
| 10 | Китай      | 1       | 0,5%    |
| 10 | Нидерланды | 1       | 0,5%    |
|    | Всего      | 211     | 100%    |